# Request Tracker
Request Tracker (häufig auch RT abgekürzt) ist ein in der Programmiersprache Perl geschriebenes, freies Issue-Tracking-System zum Koordinieren und Beantworten von Anfragen (Trouble-Tickets) per Webinterface und E-Mail. 

## Allgemeines
RT wird seit 1996 von Jesse Vincent entwickelt, welcher mit seiner Firma Best Practical Solutions LLC Lösungen rund um diese Software vertreibt.
Das Programm ist in objektorientiertem Perl geschrieben und mittels mehrerer Ansätze sehr weitgehend an eigene Bedürfnisse und Anforderungen anpassbar und erweiterbar. So gibt es beispielsweise ein von Jesse Vincent geschriebenes FAQ-Manager-Modul mit Namen RTFM (RTFaqManager), was auf den Netzjargon RTFM (Abkürzung von Englisch: „Read the fucking manual“, Deutsch: „Lies das verdammte Handbuch“) anspielt.
RT wird unter anderem von der NASA, dem Massachusetts Institute of Technology, der Carnegie Mellon University, Merrill Lynch, dem Comprehensive Perl Archive Network und den Entwicklern der Programmiersprache Perl zur Abwicklung von Anfragen, Fehlerberichten etc. genutzt.